# Флаг Тындинского района
Флаг муниципального образования «Ты́ндинский район» Амурской области Российской Федерации — опознавательно-правовой знак, служащий официальным символом муниципального образования.

## Флаг де-юре
Флаг утверждён решением Тындинского районного Совета народных депутатов от 3 октября 2007 года № 414 «О флаге муниципального образования „Тындинский район“».

### Описание
«Флаг Тындинского района представляет собой прямоугольное зелёное полотнище с соотношением ширины к длине 2:3, в нижней части которого расположен волнообразный лазуревый пояс, окаймлённый сверху золотой лентой».

### Обоснование символики
Флаг разработан на основе герба Тындинского района, который языком символов и аллегорий отражает природные и экономические особенности Тындинского района.
Волнообразный лазуревый пояс, окаймлённый сверху золотой лентой символизирует название района, полученное от имени реки Тынды, имеющей золотоносный шельф, на которой ведётся добыча золота.
Зелёный цвет — надежда, изобилие, свобода.
Лазуревый цвет — величие, красота, ясность.
Золото — богатство, сила, верность, чистота, постоянство.

## Флаг де-факто
При содействии Союза геральдистов России разработан другой вариант флага муниципального образования «Тындинский район», одобренный Геральдическим советом при Президенте Российской Федерации и внесённый в Государственный геральдический регистр Российской Федерации с присвоением регистрационного номера 3975.

### Описание
«Прямоугольное зелёное полотнище с отношением ширины к длине 2:3, воспроизводящее фигуры герба района: волнистую полосу шириной в 1/8 ширины полотнища (отстоящую от нижнего края на 3/8 ширины полотнища), идущего оленя и скрещённые молоток и топор, выполненные белым цветом».

## Обоснование символики
Флаг разработан на основе герба, который языком символов и аллегорий отражает природные и экономические особенности Тындинского района.
Волнообразная белая полоса, символизирует реки, протекающие на территории района: Тында, Гилюй, Уркан, Нюкжа, Олёкма с их золотоносными притоками, составляющими важную часть водных ресурсов Севера Амурской области и большой экономический потенциал, связанный с золотодобычей.
Район богат природными ископаемыми, здесь на протяжении 140 лет добывается серебро, золото, ведётся освоение месторождений титано-магнетитовых руд, опоискованы запасы апатитов, анортозитов, мраморов, каменного угля и других редкоземельных ископаемых.
Вверху полотнища расположен северный олень, символизирующий уникальную северную природу и этническое местонахождение коренного народа — эвенков. Олень — символ воина, перед которым бежит неприятель.
В нижней части полотнища расположены пересекающиеся путейский молот и топор, символизирующие строительство и эксплуатацию железнодорожной магистрали, положившей начало большого экономического развития Дальневосточного региона по освоению месторождений каменного угля, лесных богатств северной части территории Амурской области.
Зелёный цвет — символ природы, молодости, здоровья, жизненного роста.
Белый цвет (серебро) — символ чистоты и совершенства, мира и взаимопонимания.